# 希曼德鄉
46°26′N 21°27′E / 46.433°N 21.450°E
希曼德鄉（羅馬尼亞語：Comuna Șimand, Arad），是羅馬尼亞的鄉份，位於該國西部，由阿拉德縣負責管轄，面積100平方公里，海拔高度94米，2011年人口3,982，人口密度每平方公里40人。